# Capellades (ort)
Capellades är en ort i Costa Rica.   Den ligger i provinsen Cartago, i den centrala delen av landet, 30 km öster om huvudstaden San José. Capellades ligger 1 644 meter över havet och antalet invånare är 993.
Terrängen runt Capellades är kuperad åt sydost, men åt nordväst är den bergig. Runt Capellades är det ganska tätbefolkat, med 52 invånare per kvadratkilometer. Närmaste större samhälle är Paraíso, 12,8 km sydväst om Capellades. I omgivningarna runt Capellades växer i huvudsak städsegrön lövskog.